# Sparganothoides machimiana
Sparganothoides machimiana es una especie de lepidóptero del género Sparganothoides, tribu Sparganothini, familia Tortricidae. Fue descrita científicamente por Barnes & Busck en 1920.
La longitud de las alas anteriores es de 8,1 a 10,4 milímetros para los machos y de 9,2 a 10,8 milímetros para las hembras. Se distribuye por Estados Unidos.